# Caymanabyssia rhina
Caymanabyssia rhina är en snäckart som beskrevs av B.A. Marshall 1986. Caymanabyssia rhina ingår i släktet Caymanabyssia och familjen Pseudococculinidae. Inga underarter finns listade i Catalogue of Life.